# Jacques Chirac
Jacques René Chirac (fil), född 29 november 1932 i Paris, död 26 september 2019 i Paris, var en fransk politiker (borgerlig). Han var Frankrikes president och furste av Andorra 1995–2007. En kort tid var Chirac lärare. Därefter har han varit upptagen med politiska uppdrag: medarbetare åt premiärminister Georges Pompidou i slutet av 1960-talet, regeringsmedlem: första gången 1968, sedan tre gånger minister i början av 1970-talet (bland annat jordbruks- och inrikesminister), grundare av det nygaullistiska partiet 1976, Frankrikes premiärminister 1974–1976, borgmästare i Paris 1977–1995, Frankrikes premiärminister 1986–1988, Frankrikes president från 1995 till 2007 (omvald 2002). Med presidenttiteln följer även att Chirac, ex officio, var co-prince eller med-regent av Andorra tillsammans med den spanske biskopen av La Seu d'Urgell. Chirac kandiderade dessförinnan till presidentämbetet både 1981 och 1988.

## Bakgrund och skolgång
Jacques Chirac föddes i Paris, där hans far arbetade som tjänsteman. Modern var hemmafru. Båda föräldrarna härstammade från kommunen Sainte-Féréole i departementet Corrèze i centrala Frankrike. Det var i Sainte-Féréole som Chirac 1965 valdes till kommunfullmäktige. Kopplingen till regionen har han behållit och han har vid flera tillfällen valts in i politiska församlingar i de olika valdistrikten i Corrèze. Sin utbildning fick Chirac vid två av Frankrikes mest framstående skolor inom statsvetenskap och statlig förvaltning,  Sciences Po och École nationale d'administration (ENA). Han har även läst sommarkurser vid Harvard University i Boston i USA. Som student sympatiserade Jacques Chirac med det franska kommunistpartiet.
Chirac förlovade sig med Bernadette Chodron de Courcel den 17 oktober 1953, och paret gifte sig 16 mars 1956. De har två döttrar tillsammans, Laurence (1958–2016) och Claude (född 1962). Den sistnämnda kom senare att spela en framträdande roll i faderns personliga stab.

## Karriär som tjänsteman
Efter flera uppdrag i Algeriet, både som officer i armén och som civil tjänsteman, återvände Chirac med familjen till Paris. Chirac anställdes där vid la Cour des comptes, ett statligt revisionsinstitut med vissa domstolsliknande funktioner. Han innehade också en anställning som undervisande forskare vid Institut d'études politiques de Paris.

## Karriär som politiker

### Vägen till regeringsmakten
I juni 1962 anställdes Chirac i premiärminister Georges Pompidous regeringskansli, för att strax därefter förflyttas till premiärministerns personliga kansli. Efter ett återbesök vid la Cour des comptes gick Chirac till val för första gången i kommunalvalen i hans föräldrars hemtrakter i Sainte-Féréole i Corrèze. Han behöll dock sin nära kontakt med premiärminister Pompidou och sändes småningom av denne till valkretsen Ussel, även det i Corrèze, för att där kandidera i parlamentsvalen.
Den 8 maj 1967, strax efter att Chirac för första gången valts in i parlamentet, utsågs han av Pompidou till statssekreterare med ansvar för arbetsmarknadsfrågor. En av hans första åtgärder var att instifta en nationellt samlad arbetsförmedling.
Han tjänstgjorde sedan i samtliga efterföljande regeringar fram till och med 1974, under ledning av tre olika regeringschefer. Han verkade bland annat direkt under dåvarande finansministern Valéry Giscard d'Estaing, från 1971 var han minister med ansvar för kontakten med parlamentet och i juli 1972 blev han jordbruks- och landsbygdsutvecklingsminister. Därigenom skapade han sig en stark väljarbas bland bönder, som vid tidpunkten fortfarande utgjorde en stor andel av Frankrikes befolkning.
Efter en tidningsskandal i mars 1974 tillträdde Chirac som inrikesminister. Pompidou, som sedan 1969 varit landets president, avled i april samma år. I striden om att efterträda Pompidou stödde Chirac sin forne chef Giscard d'Estaing. Den väljarbas Chirac byggt upp från tiden som jordbruksminister samt de goda möjligheter till landsövergripande information och den kontakt med prefekterna som uppdraget som inrikesminister genererat blev grunden för Giscard d'Estaings seger. Den 27 maj 1974 blev Chirac, som tack för sin avgörande roll i presidentvalet, Giscard d'Estaings premiärminister.

### Från regeringen via Paris till regeringen igen

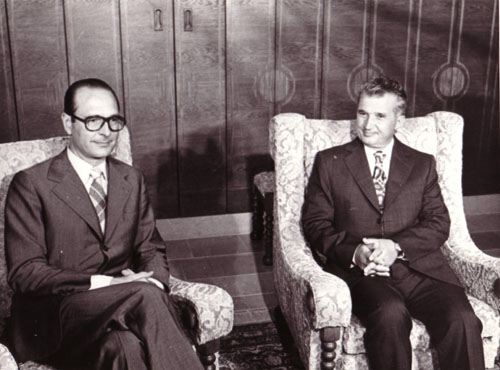
Chirac med Rumäniens president Nicolae Ceaușescu i Neptuna 1975.

Premiärminister Chirac och president Giscard d'Estaing trampade på varandras tår vid upprepade tillfällen; Giscard d'Estaing utsåg ministrar som Chirac inte uppskattade och som han därför avsatte. Efter en regeringsombildning initierad av presidenten och oönskad av premiärministern krävde Chirac en kursändring för hela regeringens politik. Det hela ledde till en brytning och den 25 augusti 1976 meddelade Chirac offentligt att han skulle avgå.

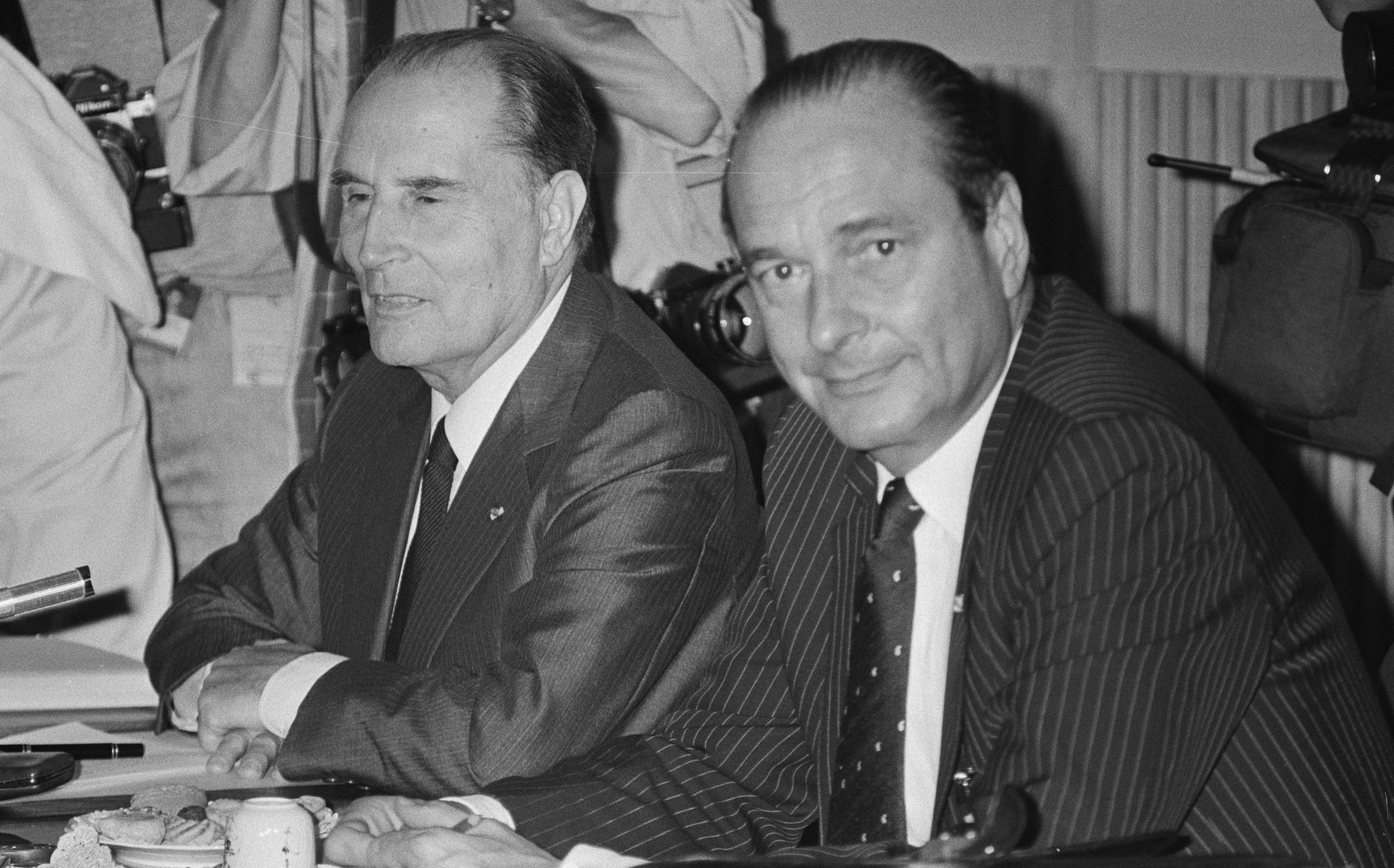
Jacques Chirac med president François Mitterrand 1986.

Chirac gick nu vidare och grundade ett nytt gaullistparti, Rassemblement Pour la République, RPR. När staden Paris styre omorganiserades och en samlad borgmästarfunktion inrättades, lyckades Chirac och hans nya parti, trots starkt motstånd från Chiracs efterträdare som premiärminister, Raymond Barre, vinna Paris borgmästarval. Jacques Chirac blev därmed den förste borgmästaren i Paris sedan Jules Ferry och införandet av Pariskommunen.
Hans deltagande i presidentvalen 1981 baserades på Ronald Reagans exempel, och sänkta skatter blev en kärnfråga. Han fick dock bara 18 % av rösterna i första valomgången och det var Valery Giscard d'Estaing (UDF) och François Mitterrand (Parti Socialiste) som gick vidare till andra valomgången. I parlamentet röstade Chirac för att avskaffa dödsstraffet, en fråga där han saknade folkmajoritetens stöd. Trots det ökade hans popularitet i Paris och när han omvaldes 1983 tog hans parti hem majoriteten av rösterna i samtliga Paris 20 arrondissement.
År 1986 var det parlamentsval igen och RPR tillsammans med forna konkurrenten UDF tog hem majoriteten. Koalitionsregeringens premiärminister blev Chirac, och det var under denna period av socialistiskt presidentskap med konservativ regering som det för fransk inrikespolitik så viktiga begreppet cohabitation (ung. samboskap) myntades. Regeringens förhållande till socialisterna var allt annat än gott och Frankrikes politiska ledarskap blev till ett skyttegravskrig där ytterst lite åstadkoms.

### Vägen till presidentmakten
I presidentvalen 1988 fick Chirac visserligen fler röster än sin konkurrent från UDF i första omgången (19,9 % mot 16,5 %) men det räckte inte långt mot socialisten Mitterrand, som redan från start hade en tredjedel av rösterna. I andra valomgången vann återigen Mitterand, medan Chirac fick 45,98 % av rösterna. Fortfarande var han Paris favorit och 1989 återvaldes han med stor majoritet.

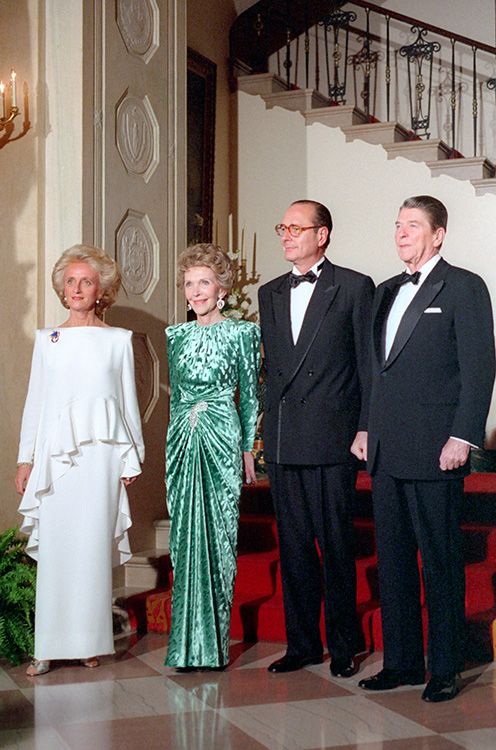
President Ronald Reagan, Jacques Chirac, Nancy Reagan and Bernadette Chirac, (Vita huset, 31 mars 1987).

När högern vann en förkrossande seger i parlamentsvalen 1993 stod Chirac tillbaka och lämnade premiärministerposten till Édouard Balladur. Den senare blev en av hans motkandidater i presidentvalen 1995, vilket Chiracs anhängare inom RPR uppfattade som ett svek. Efter en livaktig kampanj, som främst kom att fokusera på la Fracture sociale (vilket ungefär motsvarar begreppet utanförskap i svensk politik 2006), lyckades Chirac först utmanövrera Édouard Balladur och sedan, i den andra valomgången, vinna presidentskapet med 52,6 % av rösterna.

### Första presidentperioden
Chiracs första period som president kom att markeras av hans satsningar på atombombsprov i Stilla havsområdet. På inrikesområdet mötte hans premiärminister Alain Juppé svårigheter, bland annat med storstrejker under vintern 1995–1996 rörande pensionsreformer samt frysta löner för statsanställda. Efter ett av Chirac själv, av taktiska skäl, framtvingat nyval 1997 fick vänstersidan oväntat majoritet i parlamentet, och Chirac tvingades utse sin forne motståndare i presidentvalet, det av korruptionsskandaler nyss härjade socialistpartiets Lionel Jospin, till ny premiärminister. En ny period av cohabitation var därmed inledd.

Samtidigt utbröt en politisk skandal kring RPR:s, men även flera andra partiers, ekonomiska vandel inom staden Paris. Som tidigare borgmästare och ledare för RPR var Chirac en centralfigur i affären, till vilken en anklagelse om valfusk och trolöshet mot huvudman också lades.

Jacques Chirac och Bill Clinton utanför Élyséepalatset 1999.

Genom ett utspel av Paris nye borgmästare blev delar av förundersökningsmaterialet i den hemliga förundersökningen känt, vilket i sin tur ledde till att förundersökningen avskrevs. Ett parlamentariskt försök gjordes att inleda åtal via la Haute cour, en slags riksrättsinstans bestående av senats- och parlamentsledamöter. Åtalet ogillades dock mot bakgrund av konstitutionens immunitetsklausuler.
En av de större frågorna var presidentmandatets längd, där Chirac ställde sig tveksam till en förkortning från sju till fem år. En folkomröstning genomfördes dock, och trots ett rekordlågt deltagande gick han slutligen med på en förkortning. Under mandatperioden lyckades Jospins socialistregering även genomföra en arbetstidsförkortning till 35 timmars normalarbetstid per vecka. Striden mellan fackförbund och arbetsgivare var skarp, men det socialistiskt ledda parlamentet lyckades genomföra reformen.

### Andra presidentperioden

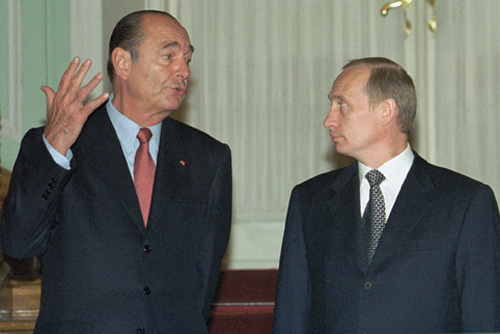
Chirac med Rysslands president Vladimir Putin 2001.

I 2002 års presidentval kandiderade Chirac ånyo, den här gången för ett femårigt mandat. Chirac gick återigen till val på skattesänkningar, men också på åtgärder mot den ökande otryggheten.
När valresultatet i den första omgången tillkännagavs den 21 april 2002 var det en chock. Lionel Jospin var utslagen, Jacques Chirac fick visserligen det största antalet röster men 19,9 % är den lägsta nivån för en sittande president någonsin. Den store vinnaren var i stället Front Nationals kandidat Jean-Marie Le Pen som med Chirac gick vidare till valets andra omgång. Chirac vägrade möta sin motståndare i den traditionella tv-sända debatten inför andra valomgången, och yttrade därvid: "ansikte mot ansikte med intolerans och hat är ett utbyte omöjligt, förståelse omöjlig, debatt omöjlig". Vänstern gjorde gemensam sak med Chirac för att söka slå Le Pen, även om det var ett motvilligt stöd. Slogans som "Hellre en skurk än en fascist" förekom.
Efter Chiracs valseger avgick Lionel Jospin omedelbart och liberaldemokraten Jean-Pierre Raffarin utsågs till premiärminister, men utan parlamentariskt stöd. Strax följde dock val till parlamentet och presidentens nya högerparti Union pour un Mouvement Populaire, UMP, fick egen majoritet. Efter en inledande period med satsningar på sänkta skatter och ökad säkerhet tog regeringen Raffarin itu med en uppmjukning av 35-timmarslagarna, en reform av pensions- och socialförsäkringssystemen samt en decentralisering av statsapparaten.
Frankrike intog under Chiracs ledning en central roll i motståndet mot USA:s invasion i Irak. Efter hot om veto i FN:s säkerhetsråd "oaktat konsekvenserna" frös de fransk-amerikanska relationerna närmast till is, och det kom att ta mer än ett år innan de normaliserades igen i samband med 60-årsdagen av landstingningen i Normandie.

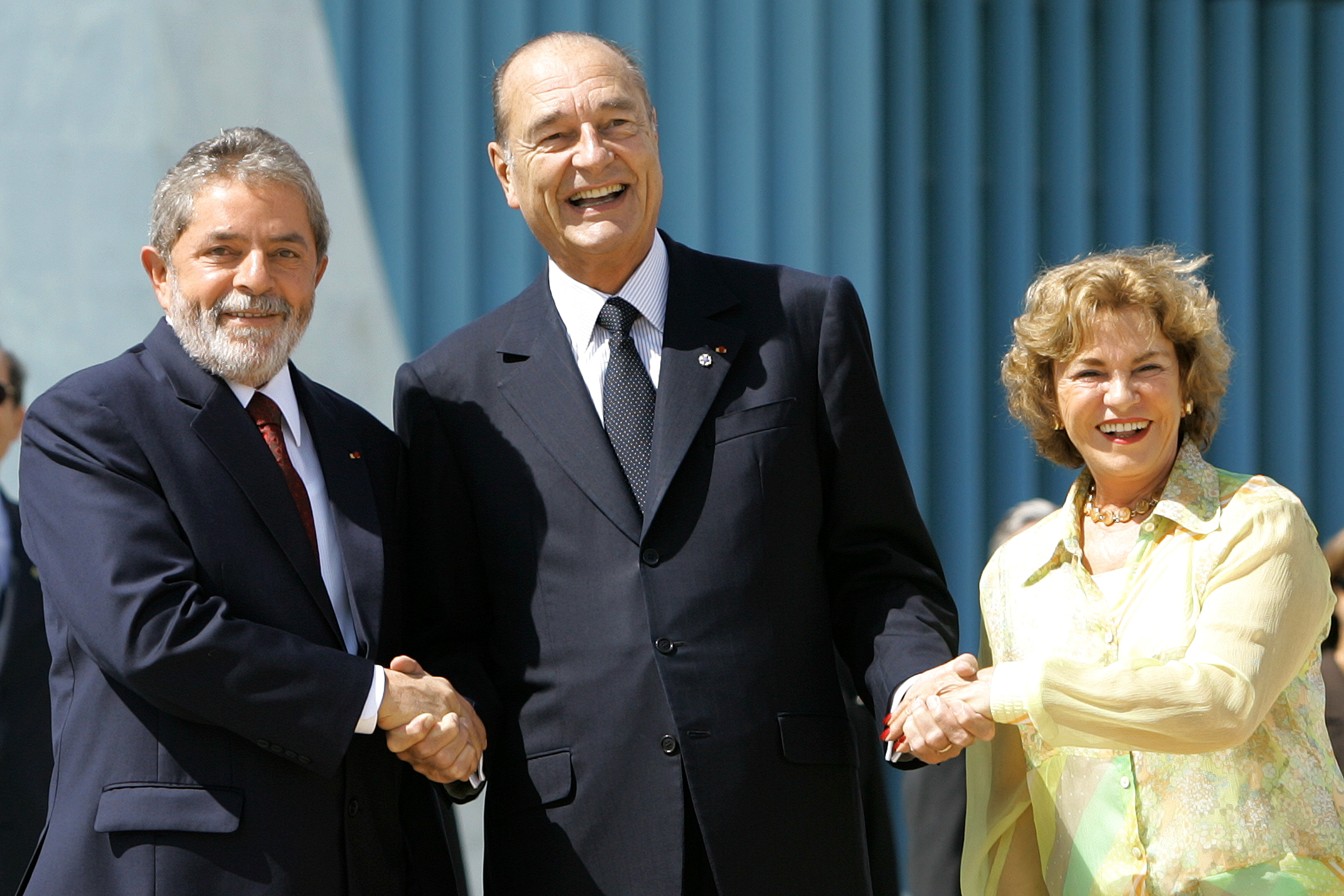
Chirac med Brasiliens president Luiz Inácio Lula da Silva och hans fru Maria Letizia vid Palácio da Alvorada, Brasília år 2006.

Inrikes påverkade reformförsöken valresultaten och Chiracs borgerliga partier led ett stort nederlag i regionalvalen 2004. Mandatperioden märktes av ett antal regeringsombildningar. Chirac beslutade om en folkomröstning om förslaget till ny EU-konstitution, en fråga som helt överskuggades av ett eventuellt turkiskt medlemskap. Efter att ha förlorat folkomröstningen den 29 maj 2005 avgick premiärminister Raffarin dagen därpå. Chirac kallade Dominique de Villepin att ta över ansvaret för regeringsarbetet.
Sedan dess hamnade Chirac i bakvattnet av de Villepin och dennes inrikesminister Nicolas Sarkozy, som tillsammans spelade de institutionella huvudrollerna i det som kom att bli känt som Parisupploppen. Diskussionen kom också mer att fokusera på Chiracs efterträdare än på hans eget arbete och egen politik. Hans främsta framträdande utgjordes av ett tillbakadragande av förslaget om ett införande av Contrat première embauche, CPE, ett förstaanställningskontrakt avsett att avhjälpa ungdomsarbetslösheten, efter kraftiga protester från ungdoms- och studentrörelser.
Hösten 2006 skapade Chirac politiska och diplomatiska spänningar med Turkiet, som då förhandlade om EU-medlemskap, då han framförde att ett erkännande av "folkmordet på armenierna" 1915–1917 var ett absolut krav för turkiskt medlemskap. Uttalandet har bland annat tillskrivits det faktum att Frankrike har en stor armenisk minoritetsgrupp bland sina invånare.

Den 11 mars 2007 meddelade Chirac att han inte skulle ställa upp till omval som president under våren. Den 16 maj 2007 lämnade han över ämbetet, efter knappt tolv år, till Nicolas Sarkozy.

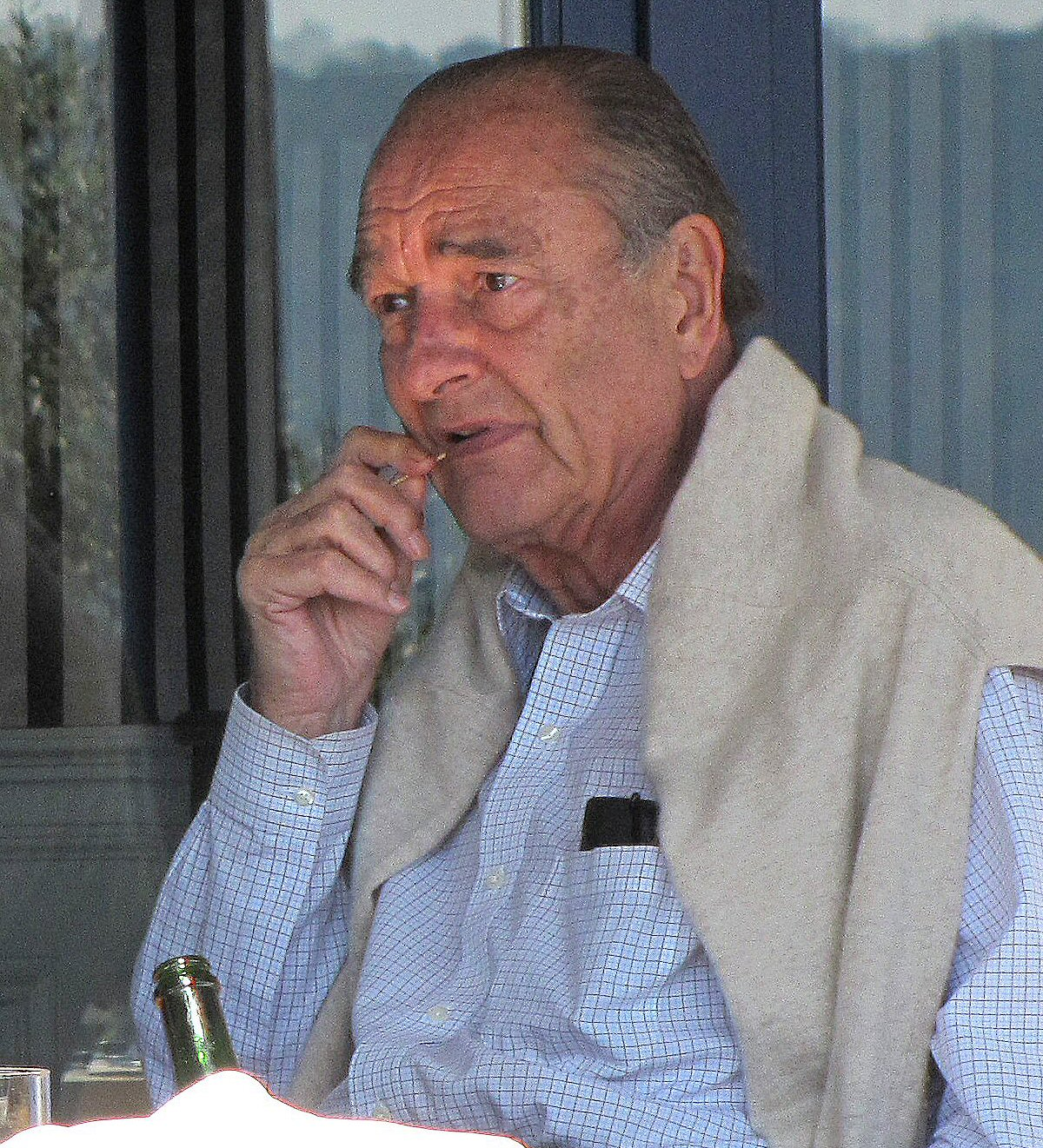
Chirac i Saint-Tropez 2010.

### Miljöfrågor
Chirac blev aktiv i frågor kring miljö och hållbar utveckling under sina senare år. Han framförde ett uppmärksammat tal den 2 september 2002 på FN-konferensen om miljö och utveckling i Johannesburg i Sydafrika vid namn Notre maison brûle et nous regardons ailleurs som handlade om bland annat miljöförstöring och global uppvärmning.

## Efter tiden som president

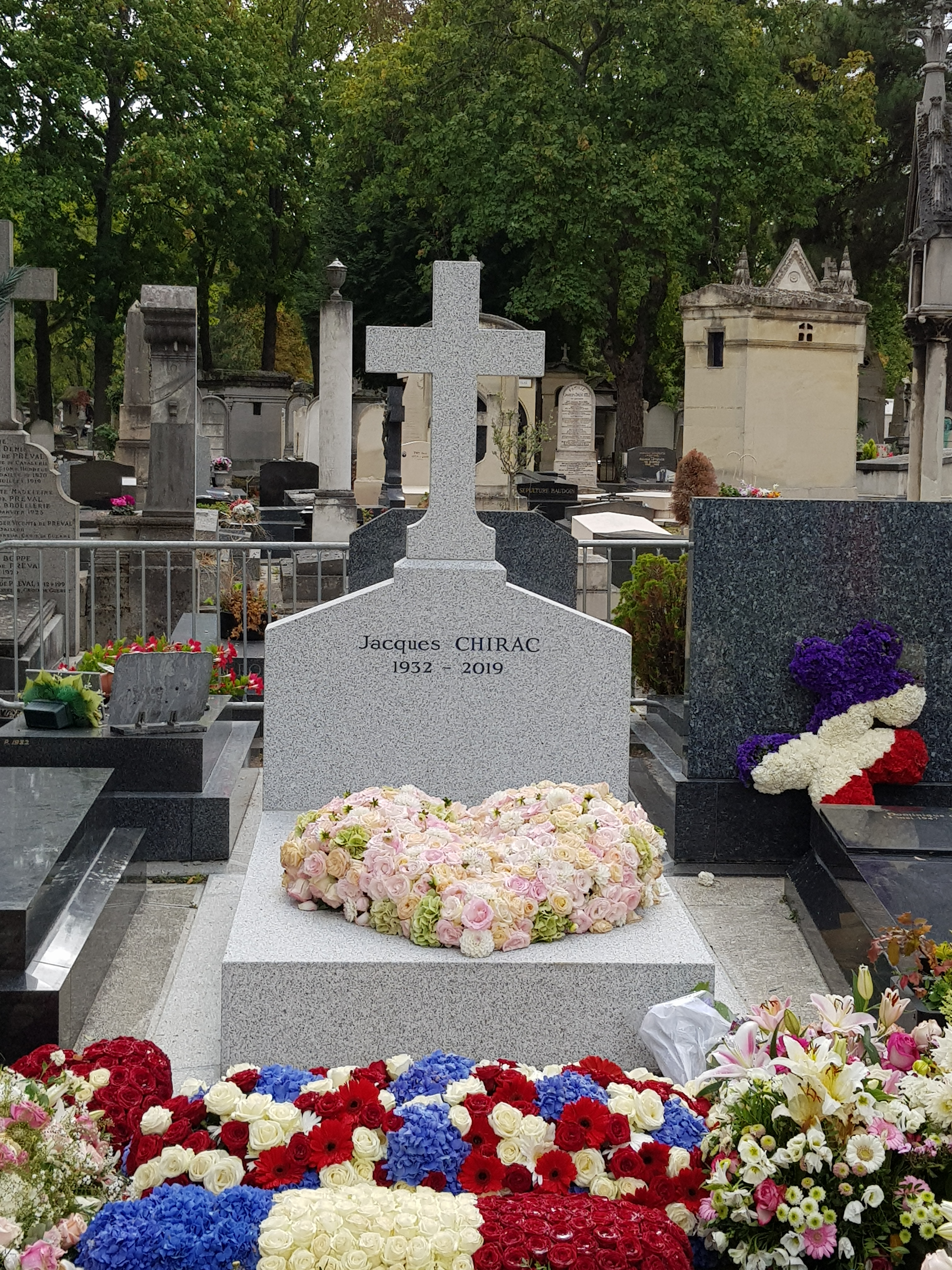
Chiracs grav vid Montparnassekyrkogården i Paris 2019.

Jaqcues Chirac dömdes i december 2011 till två års villkorlig dom för korruption under sin tid som borgmästare i Paris. På grund av dålig hälsa deltog han inte vid rättegången, men nekade till brott. Åtalet omfattade anklagelser om att han hade sett till att staden betalat löner till partikamrater för arbeten som inte fanns. Han blev den förste före detta statschef i Frankrike som dömts för brott sedan marskalk Philippe Pétain dömdes för sitt samarbete med Tyskland under sin tid som ledare för Vichyfrankrike.